# Lijst van kunstwerken in het Mauritshuis/F
Lijst van kunstwerken in het Mauritshuis en de Galerij Prins Willem V in Den Haag met werken van kunstenaars van wie de naam begint met de letter F. Vermeldingen in het grijs geven aan dat het werk geen deel meer uitmaakt van de collectie, bijvoorbeeld omdat het in bruikleen gegeven is aan een andere instelling of omdat het teruggegeven is aan de bruikleengever.
| Inventaris-nummer | Maker                                                  | Titel | Datering      | Type          | Afbeelding |
| ----------------- | ------------------------------------------------------ | --- | ------------- | ------------- | ---------- |
| 605               | Carel Fabritius                                        | Het puttertje | 1654          | Schilderij    |            |
| 906               | Étienne-Maurice Falconet                               | Zittende amor | 1757          | Beeldhouwwerk |            |
| 311               | Paolo Farinati                                         | De aanbidding van de koningen                                                                                          | Ca. 1585      | Schilderij    |            |
| 398               | Naar Domenico Feti                                     | Ecce Homo | Ca. 1700-1800 | Schilderij    |            |
| 925               | Jan Fijt                                               | Stilleven met jachtbuit                                                                                                | Ca. 1640-1650 | Schilderij    |            |
| 867               | Jan Fijt                                               | Stilleven met dode vogels                                                                                              | Ca. 1640-1660 | Schilderij    |            |
| 687               | Jan Fijt                                               | Stilleven met dode vogels, een kooi en een net                                                                         | Ca. 1645-1650 | Schilderij    |            |
| 696               | Govert Flinck                                          | Portret van een man | Ca. 1630-1640 | Schilderij    |            |
| 866               | Govert Flinck                                          | Portret van een 44-jarige man                                                                                          | 1637          | Schilderij    |            |
| 676               | Govert Flinck                                          | Meisje bij een kinderstoel                                                                                             | 1640          | Schilderij    |            |
| 1116              | Govert Flinck                                          | Allegorie op de nagedachtenis van Frederik Hendrik, prins van Oranje, met het portret van zijn weduwe Amalia van Solms | 1654          | Schilderij    |            |
| 263               | Frans Floris (I)                                       | Venus beweent Adonis                                                                                                   | 1534-1570     | Schilderij    |            |
| 347               | Marcello Fogolino                                      | Tronende Maria met kind en zes heiligen                                                                                | Ca. 1516      | Schilderij    |            |
| 316               | Marcantonio Franceschini                               | Adam en Eva | Ca. 1680      | Schilderij    |            |
| 244               | Frans Francken (II), Paul Vredeman de Vries en anoniem | Bal aan een Brussels hof                                                                                               | Ca. 1610      | Schilderij    |            |